# SS Cotopaxi
SS Cotopaxi – amerykański masowiec parowy wykorzystywany jako tramp. Jego nazwa nawiązuje do słynnego ekwadorskiego stratowulkanu Cotopaxi.

## Historia
Statek został zbudowany w 1918 jako masowiec przez Great Lakes Engineering Works z Ecorse w stanie Michigan dla firmy „The Clinchfield Navigation Company”. „Cotopaxi” miał 70 m długości i 13 m szerokości. Jego napęd stanowiła maszyna parowa, a statek mógł osiągnąć prędkość 9,5 węzła (ok. 17,6 km/h).
Statek służył przez siedem lat jako tramp do przewozu różnorodnych towarów, m.in. węgla. W swój ostatni rejs „Cotopaxi” wypłynął 29 listopada 1925 z portu w Charleston w Karolinie Południowej do kubańskiej Hawany. Wiózł wówczas ładunek węgla. 1 grudnia załoga nadała komunikat SOS, informując iż statek doznał przechyłu podczas burzy tropikalnej i nabiera wody. Była to ostatnia nadana wiadomość. 31 grudnia „Cotopaxi” uznano oficjalnie za zaginiony. Podczas ostatniego rejsu załogę statku stanowiło 32 ludzi, z kapitanem W.J. Meyerem.

## Ofiara Trójkąta Bermudzkiego
Zwolennicy zjawisk paranormalnych uznali zaginięcie statku „Cotopaxi” za efekt nadprzyrodzonych sił działających w słynnym Trójkącie Bermudzkim, pomimo że ostatnie wezwanie z 1 grudnia 1925 mogło świadczyć, że statek wkrótce potem zatonął. „Cotopaxi” stał się jedną ze słynniejszych „ofiar” Trójkąta Bermudzkiego. Jego legendarne zaginięcie stało się tak popularne, że Steven Spielberg umieścił statek w swoim filmie sience-fiction Bliskie spotkania trzeciego stopnia z 1977. „Cotopaxi” pojawił się wówczas na Pustyni Gobi, prawdopodobnie jako efekt działania kosmitów. Jednak – jak przyznano w filmie dokumentalnym poświęconym dziełu Spielberga – wykorzystany w filmie model statku miał odmienny wygląd od oryginalnie zaginionej jednostki.
W maju 2015 zardzewiały i mocno zniszczony, ale wciąż pływający wrak odkryć miała w pobliżu Kuby tamtejsza straż wybrzeża. Jednostkę miano zidentyfikować jako SS „Cotopaxi” po odnalezieniu na nim dziennika pokładowego. Informację tę podał World News Daily Report – serwis satyryczny specjalizujący się w podawaniu nieprawdziwych informacji. Żadne oficjalne źródło nie potwierdziło odnalezienia SS „Cotopaxi”.
W styczniu 2020 udało się zidentyfikować wrak SS „Cotopaxi” niedaleko wybrzeża Florydy.

## W kulturze
- w filmie Bliskie spotkania trzeciego stopnia SS „Cotopaxi” zostaje zwrócony przez UFO.